# 234 Batalion WOP
234 Batalion Wojsk Ochrony Pogranicza – samodzielny pododdział Wojsk Ochrony Pogranicza.

## Formowanie i zmiany organizacyjne
Na podstawie rozkazu MBP nr 043/org z 3 czerwca 1950, na bazie 13 Brygady Ochrony Pogranicza, sformowano 23 Brygadę Wojsk Pogranicza, a z dniem 1 stycznia 1951 27 batalion Ochrony Pogranicza przemianowano na 234 batalion WOP.
W 1951, w związku z wymianą odcinków granicznych między Polską a ZSRR, 234 batalion WOP przeniesiono z Bełza do Tomaszowa Lubelskiego. Strażnica WOP Tudorkowice przeniesiona została do m. Dołhobyczów, strażnica WOP Krystynopol do m. Dłużniów, strażnica WOP Żużel do m. Korczmin, strażnica WOP Uhnów do m. Ulików.

## Struktura organizacyjna
W 1954 batalionowi podlegały:
- 147 strażnica WOP Dołhobyczów
- 148 strażnica WOP Dłużniów
- 149 strażnica WOP Korczmin
- 150 strażnica WOP Ulików
- 151 strażnica WOP Hrebenne